# Nedong
Nedong (en tibetano, སྣེ་གདོང་ཆུས།; wylie, sa skya rdzong; literalmente, ‘"en la cima de la montaña Trompa de Elefante’; en chino, 乃东区; pinyin, Nǎidōng qū) es un distrito urbano bajo la administración directa de la Prefectura Shannan en la Región autónoma del Tíbet, República Popular China. Su área es 5748 km² y su población total para 2010 fue cercana a los 50 mil habitantes.

## Administración
El distrito de Nedong se divide en 6 pueblos que se administran en 1 poblado y 5 villas.